# Ngounié (Fluss)
Der Ngounié ist ein linker Nebenfluss des Ogooué in Gabun und in der Republik Kongo.

## Verlauf
Der Fluss entspringt in der Provinz Ngounié. In seinem Oberlauf bildet er die Grenze zu der Republik Kongo. Er mündet etwa 5 km oberhalb von Lambaréné in den Ogooué.

## Hydrologie
Die Durchflussmenge des Flusses wurde in Fougamou, bei etwa 2/3 des Einzugsgebietes zwischen den Jahren 1965 bis 1974, in m³/s gemessen. Im Jahresmittel waren es in diesem Zeitraum 715 m³/s
- Diagrammdaten:
- Definition |
- Rohdaten |
- Hilfe